# Alyxia oblongata
Alyxia oblongata là một loài thực vật có hoa trong họ La bố ma. Loài này được Domin mô tả khoa học đầu tiên năm 1928.